# Brenda Pérez
Brenda Pérez (Badalona, 1993. június 27. –) spanyol női labdarúgó, aki jelenleg a Sporting CP játékosa.

## Pályafutása
Az Espanyolnál nevelkedett és az utánpótlás csapatokat végigjárva a 2011–12-es pontvadászatban került sor élvonalbeli debütálására.
Egy bronzérem és egy ötödik helyezés után tette át székhelyét a harmadik számú barcelonai együtteshez a CE Sant Gabrielhez.
Az idény végén a spanyol kupában lejátszott két mérkőzést a Valencia mezében, majd 2014 júliusában aláírt az Atlético Madridhoz.
Ezüstérmet szerzett a bajnokságban a Rojiblancával, szerződését azonban nem hosszabbította meg és a CD Canillas gárdájánál folytatta. Klubja egy évre rá fuzionált a CD Tacónnal, Brenda pedig visszatért az Espanyolhoz.
A 2020–21-es szezon végén jelentette be távozását és a portugál Sporting CP-hez kötelezte el magát.

## Sikerei, díjai

### Klubcsapatban
Sporting CP:
- Portugál szuperkupa-győztes (1): 2021